# 天舟文化
天舟文化（简称：天舟文化；深交所：300148）为一家注册地和办公地位于湖南长沙的出版业类股份制上市公司。公司主营业务为青少年读物的策划、设计、制作与发行；主要产品为教辅类、英语学习类、少儿类3个类别中小学教辅系列、“黑乎乎和粉嘟嘟”系列、“红魔英语”系列、“阅读点亮童年”系列、“原创新童话”系列、“青春文学”系列6个系列的图书产品。2010年，公司销售服务收入23,633万元，净利润3,083万元；2011年前3季度销售服务收入14,952万元，净利润2,881万元。公司注册地和办公地为长沙市芙蓉区东二环二段194号天域新都商务楼四楼。
公司前身系湖南天舟科教文化拓展有限公司；2007年12月，湖南天舟科教文化拓展有限公司整体改制为天舟文化股份有限公司。2008年2月21日，新公司取得工商注册；2010年12月15日，于深交所上市交易，股票代码“天舟文化”。2010年12月31日，公司总资产53,414万元，总股本为9,750万股（2011年12月16日）。2011年6月30日，公司控股机构湖南天鸿投资集团有限公司持股6,354.40万股（限售A股），占总股本的65.17%。